# Bruno Hofbauer
Bruno Günter Hofbauer (* 24. März 1967 in Graz) ist ein österreichischer Offizier im Range eines Generalleutnants.

## Werdegang
Von 1989 bis 1992 absolvierte er die Theresianische Militärakademie. Nach verschiedenen Kommandantenfunktionen beim Gardebataillon legte er im Jahr 2000 den Generalstabslehrgang an der Landesverteidigungsakademie (LVAk) Wien ab. Nachdem er Chef des Stabes im Wiener Militärkommando war, wechselte er 2001 als Referatsleiter in den Generalstab des Verteidigungsministerium. Auslandserfahrung machte er drei Jahre als Planungsoffizier bei der Militärvertretung in Brüssel.
Im Jahr 2017 war er nationaler Kontingentskommandant bei EUFOR Althea in Bosnien und von 2008 bis 2011 im Institut für höhere militärische Führung an der Landesverteidigungsakademie.
Danach fungierte er als Leiter der Generalstabsabteilung im Verteidigungsministerium.
Von 2014 bis 2015 war er Kommandant der 3. Panzergrenadierbrigade im Range eines Brigadiers.
Als Leiter der Gruppe Grundsatzplanung ist er Bediensteter des Bundesministeriums für Landesverteidigung. Seit 2020 Planungschef (Capability Director) des Österreichischen Bundesheeres.
Im März 2023 wurde er als Nachfolger von General Rudolf Striedinger zum Vizepräsidenten der Österreichischen Offiziersgesellschaft gewählt.
Mit 28. Dezember 2023 setzte er sich in einem Bewerbungsverfahren zum Leiter der Direktion Fähigkeiten und Grundsatzplanung im Generalstab durch und wurde damit als stellvertretender Generalstabschef bestellt.

## Anerkennungen
- Im Jahr 2022 erhielt er – gemeinsam mit Brigadier Philipp Eder, Oberst Bernhard Gruber, Oberst Markus Reisner und Oberst Berthold Sandtner –  den Special Award „Militär des Jahres“ für die Informationsarbeit zum Krieg in der Ukraine.[5]

## Mitgliedschaften
- Mitglied der Österreichischen Akademie der Wissenschaften.[6]

## Publikationen
- mit Bernhard Schulyok: Die Führung der Kompanie. AV+Astoria Druckzentrum GmbH, Wien 2007, ISBN 978-3-901183-53-9.
- Moderne Seemacht. Grundlagen – Verfahren – Technik. AV+Astoria Druckzentrum GmbH, Wien 2015, ISBN 978-3-901183-63-8.